# Шаумян Степан Георгійович
Степан Георгійович Шаумян (13 жовтня 1878, місто Тифліс, тепер Тбілісі, Грузія — 20 вересня 1918, між станціями Перевал та Ахча-Куйма Закаспійської залізниці, тепер Туркменістан) — вірменський більшовицький громадський діяч, один з керівників революційного руху на Кавказі, журналіст, літературний критик. Відомий як один із «бакинських комісарів», на честь нього було названо міста Степанакерт і Шаумянівськ Нагірно-Карабаської автономної області Азербайджанської РСР (нині Ханкенді й Ашаги-Агджакенд відповідно) та Степанаван в Вірменії.

## Біографія
Народився в родині вірменського прикажчика Георгія Лазаровича Шаумяна. У 1898 році закінчив Тифліське реальне училище.
У 1899 році організував перший у Вірменії марксистський гурток у селі Джалал-Огли (місто Степанаван). У 1902 році став одним із організаторів Союзу вірменських соціал-демократів, який увійшов до складу РСДРП. Мав партійні псевдоніми Сурен, Суренін, Аякс та інші. 
У 1900 році вступив до Ризького політехнічного інституту, звідки був виключений в 1902 році за участь у революційному русі. Наприкінці 1902 року емігрував до Німеччини. На стипендію нафтопромисловця Манташева продовжив навчання на філософському відділенні факультету державного права Берлінського університету. У 1903 році познайомився з Леніним в Женеві. У 1905 році закінчив філософський факультет Берлінського університету.
У 1905 році повернувся до Тифлісу. Один із керівників Кавказького союзного комітету РСДРП та один із творців Бакинської більшовицької організації. Засновник та редактор багатьох більшовицьких газет та журналів. У 1911 році був членом Російської організації комісії зі скликання 6-ї (Празької) Всеросійської конференції РСДРП (1912). На конференції в 1912 році кооптований кандидатом у член ЦК РСДРП.
З 1914 року очолював Бакинську організацію більшовиків. У 1915 році — член Кавказького бюро РСДРП. Перебував на засланні.
Після Лютневої революції 1917 року, з березня травень 1917 року — голова Бакинської ради. Делегат 1-го Всеросійського з'їзду рад, обраний членом ВЦВК. На 6-му з'їзді РСДРП(б) 16 серпня 1917 року обраний членом ЦК РСДРП(б).
У жовтні 1917 керував 1-м з'їздом більшовицьких організацій Кавказу, який відбувався нелегально. З 13 (26) жовтня по 2 (15) листопада 1917 року — голова тимчасового виконавчого комітету Бакинської ради робітничих і військових депутатів. 2 (15) листопада — 12 (25) грудня 1917 року — голова виконавчого комітету Бакинської ради робітничих і солдатських депутатів.
У грудні 1917 року РНК РРФСР призначив Шаумяна надзвичайним комісаром у справах Кавказу. У березні 1918 року очолив придушення антирадянського заколоту мусаватистів у Баку, з 25 квітня по 31 липня 1918 року — голова Бакинської Ради народних комісарів та комісар із зовнішніх справ.
Автор праць з питань марксистсько-ленінської теорії, філософії, мистецтва та літератури
Розстріляний серед 26 бакінських комісарів англійськими інтервентами та есерами 20 вересня 1918 року між станціями Перевал та Ахча-Куйма Закаспійської залізниці. За історичними даними був похований в Баку, де був встановлений меморіал 26 комісарам.